# (4565) Grossman
(4565) Grossman (1981 EZ17) – planetoida z pasa głównego asteroid okrążająca Słońce w ciągu 4,12 lat w średniej odległości 2,57 j.a. Odkryta 2 marca 1981 roku.